# Svetlogorsk
Svetlogorsk (en rus: Светлогорск) és un poble (possiólok) del krai de Krasnoiarsk, a Rússia, que el 2017 tenia 876 habitants. És un assentament poblat pels enginyers de la central hidroelèctrica del Kureika.